# Gerichts- und Polizeibehörde Sommerhausen
Die Gerichts- und Polizeibehörde Sommerhausen war eine kurzzeitig von 1848 bis 1849 bestehende bayerische Gerichts- und Polizeibehörde (vgl. Landgericht älterer Ordnung) mit Sitz in Sommerhausen im heutigen Landkreis Würzburg.

## Geschichte
Als Teil der Herrschaft Speckfeld der Erben der Grafen Schenk von Limpurg (erst Grafen Pückler, dann Grafen Rechteren-Limpurg) gehörte Sommerhausen ab 1500 zum Fränkischen Reichskreis. Die Herrschaft wurde 1803 durch Bayern mediatisiert. Sommerhausen kam 1810 bei Gebietsbereinigungen an das Großherzogtum Würzburg, mit dem es 1814 an das Königreich Bayern zurückfiel. Zuständiges Gericht wurde das gräfliche Herrschaftsgericht der Rechteren-Limpurg in Sommerhausen. Mit der Aufhebung der adligen Gerichtsbarkeit durch das Gesetz vom 4. Juni 1848 wurde eine königliche Gerichts- und Polizeibehörde eingerichtet. Die hierzu gehörigen Orte Sommerhausen, Winterhausen, Lindelbach und Erlach wurden 1849 wie auch die vordem der adligen Justiz unterliegenden Ortschaften Giebelstadt (ehemals Patrimonialgericht der Freiherrn von Zobel) und Geroldshausen (Patrimonialgericht Albertshausen der Freiherrn von Wolfskeel) dem Landgericht Ochsenfurt eingegliedert.